# آیدل تو
«آیدل تو» (انگلیسی: Your Idol) ترانه‌ای است که توسط اندرو چوی، نک‌ویو، دنی چونگ، کوین وو و ساموئل لی به‌عنوان اعضای گروه خیالی پسرانهٔ کی پاپ به نام ساجا بویز در فیلم پویانمایی موزیکال فانتزی شکارچیان شیاطین کی‌پاپ در سال ۲۰۲۵ اجرا شده است. این قطعه در ۲۰ ژوئن ۲۰۲۵ توسط ریپابلیک رکوردز به‌عنوان هفتمین قطعه از آلبوم موسیقی متن فیلم منتشر شد. ترانه توسط ئی‌جِی، کوش، مارک سانِن‌بلیک و وینس نوشته شده و تهیه‌کنندگی آن را ۲۴، ایدو و ایان آیزن‌دراث بر عهده داشته‌اند.

## عملکرد تجاری
در جدول آماری مربوط به تاریخ ۳ ژوئیه ۲۰۲۵، «آیدل تو» به رتبهٔ نخست جدول اسپاتیفای ایالات متحده دست یافت و به بالاترین جایگاه برای یک گروه پسرانهٔ کی پاپ در تاریخ این پلتفرم تبدیل شد؛ رکوردی که پیش‌تر در اختیار ترانهٔ «دینامیت» از بی‌تی‌اس در سال ۲۰۲۰ بود. این ترانه تنها چهارمین اثر کی‌پاپی است که موفق به صدرنشینی در این جدول شده است، پس از «هفت» از جونگ‌کوک (۲۰۲۳)، «چه کسی» از جیمین (۲۰۲۴) و «ای‌پی‌تی.» از رزی (۲۰۲۴).